# Vera Fretter
Vera Fretter (5 juillet 1905 - 15 octobre 1992)  est une conchologue britannique et l'un des auteurs (avec Alastair Graham) de British Prosobranch Molluscs (1962, édition révisée 1994) .

## Biographie
Fretter grandit à Plumstead, Londres. Elle suit une formation d'enseignante au Furzedown Training College et enseigne dans une école primaire du sud-est de Londres . Tout en enseignant, elle étudie le soir à Birkbeck, Université de Londres, obtenant un B.Sc. de première classe en zoologie . Elle entreprend ensuite des études à temps plein et obtient son doctorat en 1936. Elle travaille à l'Université de Reading de 1954 jusqu'à sa retraite en 1970 .
Fretter se spécialise dans l'étude des mollusques prosobranches. Elle reçoit la médaille Frink 1986 de la Société zoologique de Londres : "pour ses contributions à la compréhension de la biologie du développement, de l'écologie physiologique et de la morphologie fonctionnelle des mollusques prosobranches",. British Prosobranch Molluscs est initialement publié en 1962 par The Ray Society et republié dans une édition révisée et mise à jour en 1994 .
Fretter est présidente de la Malacological Society of London de 1966 à 1969 ,,. Elle rejoint la Conchological Society of Great Britain &amp; Ireland en 1966 et reste active dans la recherche à l'Université de Reading jusqu'à sa mort . Dans son testament, elle laisse 200 000 £ à la Royal Society pour une utilisation dans la recherche biologique marine .